# Bataille de Ye
guerres de la fin de la dynastie Han
La bataille de Ye, (chinois simplifié : 邺之战 ; chinois traditionnel : 鄴之戰 ; pinyin : Yè Zhī Zhàn), ou bataille de Yecheng, (chinois simplifié : 邺城之战 ; chinois traditionnel : 鄴城之戰 ; pinyin : Yèchéng Zhī Zhàn), a lieu en 204, pendant la fin de la dynastie Han. Elle oppose les seigneurs de guerre Cao Cao et Yuan Shang, le fils et successeur de Yuan Shao un rival de Cao, qui s'affrontent à Ye, la capitale des territoires du clan Yuan, qui correspond actuellement à la ville de Handan au Hebei. Cao Cao s'est allié avec Yuan Tan, le frère aîné de Yuan Shang. Les deux frères s'opposent depuis la mort de leur père pour savoir à qui revient l'héritage et c'est à la demande de Yuan Tan que Cao Cao assiège Ye. La prise de la ville permet d'expulser Yuan Shang de la province de Ji (冀州) et par la suite, Cao Cao fera de Ye une base militaire très importante.

## Situation avant la bataille
En 200, lors de la bataille de Guandu, Yuan Shao, le puissant seigneur de guerre du Nord de la Chine, est vaincu par son voisin du Sud, Cao Cao et sa puissance militaire en est définitivement affaiblie. Deux ans après sa défaite, il meurt dans la frustration. Cependant, affaiblie ne signifie pas éliminée, car Shao laisse trois fils derrière lui : Yuan Tan, Xi Yuan et Yuan Shang. Avec leur cousin Gao Gan, ils ont toujours le contrôle des provinces de Ji, Qing (青), Bing et You. Toutefois, les frères Yuan ne sont pas en bons termes et se querellent au sujet de l'héritage de leur père. Yuan Tan, l’aîné des trois, conteste la succession qui s'est faite au profit de son frère cadet Yuan Shang, grâce à un faux testament fabriqué par ses partisans Shen Pei et Pang Ji. De son côté, Yuan Xi se contente de contrôler la province de You, au nord et reste en dehors des conflits de ses frères. Au cours de l’hiver 202, Cao Cao attaque Yuan Tan à Liyang, ce qui pousse Yuan Shang à venir avec ses troupes pour aider son frère aîné. Les deux frères défendent Liyang pendant six mois avant de finalement se replier sur Ye, où ils repoussent avec succès une attaque de Cao Cao, ce qui oblige ce dernier à se retirer pour l’instant.
À la moitié de l'année 203, lorsque Cao Cao commence à se replier, le conflit entre les deux frères empire subitement. Yuan Tan demande à son frère des troupes de renforts et des approvisionnements supplémentaires, afin de pouvoir poursuivre les hommes de Cao Cao pendant leur retraite, mais Yuan Shang refuse car il ne veut pas que son frère puisse prendre le contrôle d’une armée plus grande. Pour Yuan Tan, cet acte de défiance est la goutte d’eau qui fait déborder le vase. Il se rebelle de son frère cadet et attaque la ville de Ye, la capitale des terres du clan Yuan. Yuan Shang défend Ye avec succès et chasse Yuan Tan, qui s'enfuit sur 300 kilomètres pour se réfugier à Nanpi, le siège de la Commanderie de Bohai (渤海郡). Bohai est à proximité de la frontière avec la province de Qing, dont Yuan Tan est officiellement l'inspecteur. Cependant, malgré son titre, il ne s'attend pas à obtenir de l'aide en provenance de Qing car certains de ses hommes se sont rebellés contre lui et son contrôle sur la province est très précaire. Et quand Yuan Shang vient attaquer Nanpi, Yuan Tan doit fuir vers le sud à Pingyuan, où il est à nouveau assiégé. Là, il se trouve à proximité de la province de Yan, qui est contrôlée par Cao Cao. Son conseiller Guo Tu lui suggère alors de demander de l’aide de Cao Cao. Selon Guo Tu, Cao Cao va attaquer Ye, ce qui va obliger Yuan Shang à se replier pour aller sauver sa capitale. De nouveau libre de ses mouvements, Yuan Tan pourrait s'emparer des terres situées au nord de Ye. Et si Cao Cao réussi à vaincre Yuan Shang, une fois ce dernier éliminé, Cao Cao repartira peu de temps après, laissant le champ libre à Yuan Tan pour prendre le contrôle du Nord et gagner ainsi assez de puissance militaire pour s'opposer à Cao Cao. Dans un premier temps, Yuan Tan rejette ce plan, mais il finit par envoyer Xin Pi comme ambassadeur auprès de Cao Cao pour négocier une alliance.
Depuis son repli de Ye, la politique de Cao Cao au sujet des frères Yuan est de les laisser s’entretuer, pendant qu'il s'occupe de leur allié Liu Biao, un seigneur de guerre qui contrôle la province de Jing (荊州). Donc, lorsque Xin Pi se présente devant lui, il ne sait pas trop quoi faire de lui. C'est alors qu'intervient Xun Yu, un des conseillers de Cao Cao. Yu pense depuis longtemps que Cao doit finir de pacifier le nord avant de lancer une campagne vers le sud ou l'est et estime que Liu Biao n’est pas suffisamment ambitieux pour être une menace. Il rappelle son point de vue à Cao Cao et lui suggère de récolter les bénéfices de la querelle de famille des Yuan, avant que les deux frères ne se réconcilient. Cao Cao accepte, mais il reste concentré en priorité sur la province de Jing. Observant que Cao Cao continue de douter de la sincérité de l'alliance de Yuan Tan, Xin Pi livre le fond de sa pensée à son seigneur :

« Votre Excellence n’a aucune raison de s’inquiéter de la loyauté de Yuan Tan. Vous devez uniquement tenir compte de sa force militaire. [...] Maintenant, cependant, l’un d’eux vient soudainement demander votre aide et vous pouvez voir à quel point ils sont faibles. Yuan Shang a mis Yuan Tan en difficulté, mais il ne peut pas le vaincre et c’est parce que ses forces sont épuisées. [...] Si vous marchez sur Ye, pour sa propre préservation Yuan Shang devra revenir pour protéger sa base. Et quand il le fera, Yuan Tan sera à ses trousses. Attaquer un ennemi en détresse et désespéré, frapper un rebelle découragé et fatigué, avec votre puissance, ce sera comme si un vent fort déplaçait des feuilles d’automne. Le Ciel a mis Yuan Shang entre vos mains. [...] Si, en revanche, vous ne parvenez pas à vous en occuper maintenant et décidez d’attendre une autre année, alors la prochaine récolte donnera des grains et vos ennemis auront peut-être reconnu leurs erreurs. Ils réformeront leur gouvernement et feront revivre leur pouvoir et alors vous aurez perdu la chance d’utiliser vos soldats. De loin, la meilleure politique pour vous maintenant est d'accepter la demande de Yuan Tan et de lui apporter de l’aide. De tous vos ennemis, aucuns ne sont supérieurs à ceux situés au nord du fleuve Jaune, alors une fois que vous aurez mis le nord de la rivière sous votre contrôle, votre armée impériale aura acquis sa pleine puissance et tout l’empire tremblera devant vous. »

Cao Cao reconnaît la justesse de cette recommandation et donne toute sa confiance à Xin Pi. À la fin de l’année 203, Cao Cao fait une nouvelle fois traverser le fleuve Jaune à son armée à Liyang et renforce l’alliance en mariant son fils Cao Zheng (曹整) avec la fille de Yuan Tan. Yuan Shang finit effectivement par lever le siège de Pingyuan et retourne protéger sa capitale. Yuan Tan étant dès lors en sécurité, Cao Cao repart pour l’instant.

## La bataille

### Le siège de Ye
Au printemps de l'an 204, Cao Cao traverse à nouveau le fleuve Jaune et, ayant à l’esprit les problèmes de logistique qu'il doit affronter à chaque fois qu'il opère au nord du fleuve, il lance plusieurs projets de construction de canaux afin de faciliter le transport des fournitures. Alors que ces travaux sont en cours, Yuan Shang semble trouver prudent de renouveler ses attaques contre Yuan Tan à Pingyuan et laisse Shen Pei, en qui il a pleine confiance, pour défendre Ye. Certains au sein du camp de Yuan Shang trouvent ses priorités contestables et lorsque Cao Cao arrive devant les murs de Ye durant le deuxième ou troisième mois, Su You, le chef des soldats chargés de la défense de la ville, décide de se rebeller et de livrer la ville à Cao Cao. Son complot est découvert et ses complices sont traqués et exécutés par Shen Pei. Su You s'échappe de justesse de la ville et s’enfuit auprès de Cao Cao.
Son armée étant arrivée aux portes de Ye, Cao Cao fait ériger des monticules de terre et creuser des tunnels pour assiéger la ville. Après avoir fait cela, Cao Cao laisse le général Cao Hong pour maintenir le siège et il part vers l'ouest durant le quatrième mois, pour attaquer Yin Kai (尹楷), un magistrat de comté sous les ordres de Yuan Shang, qui est chargé de sécuriser les approvisionnements de l'armée de son seigneur, depuis la province de Bing jusqu'au front. Après la prise de la forteresse de Yin Kai à Maocheng (毛城), au pied des monts Taihang, l'armée de Cao Cao contourne les défenses de Ye et vainc Ju Hu à Handan, au nord de Ye. Après cette victoire, de plus en plus de magistrats gérant des comtés pour le compte de Yuan Shang font défection. Zhang Yan, le chef local des bandits de Heishan, offre également son assistance à Cao Cao. À cette date, Ye est encerclée au sud, à l'ouest et au nord, tandis qu'Yuan Shang est à l’est face à Yuan Tan.
L'armée de Cao Cao rejoint les troupes assurant le siège de Ye au cinquième mois. Pendant l'absence de Cao, Shen Pei a fermement défendu la ville contre les assiégeants. Il a fait creuser des tranchées au sein de la ville de Ye pour contrer les tunnels de Cao Cao et élimine un à un tous ceux qui veulent faire défection. Ainsi, un de ses officiers nommé Feng Li (馮禮), ouvre une poterne pour laisser entrer l’ennemi dans la ville. Shen Pei le découvre et fait tomber des rochers par cette poterne, ce qui bloque les portes et tue environ 300 soldats qui étaient déjà entrés.
Quelques semaines seulement après la construction des monticules de siège et des tunnels, Cao Cao change de tactique et ordonne leur destruction. À leur place, un fossé peu profond et long de 40 li, est creusé tout autour de la ville. Dans un premier temps, le fossé est si peu profond qu'il peut être franchi d'un simple saut. Lorsque Shen Pei le voit, il rit et n'y prête aucune attention. Puis, en une seule nuit, Cao Cao fait agrandir la tranchée, jusqu'à ce qu'elle fasse 20 pieds de large et 20 pieds de profondeur. Après cela, il fait inonder la tranchée avec de l'eau provenant de la rivière Zhang à l’Ouest, du marais Yanpi (晏陂澤) au sud et de la rivière Huan à l’est et au Nord. Dès lors, la ville est complètement isolée et d'après les chroniques de l'époque, au début de l’automne plus de la moitié des habitants de la ville sont morts de faim.

### L'intervention de Yuan Shang
Pendant l’été, Yuan Shang décide d’interrompre sa campagne contre Yuan Tan et repart pour aider les défenseurs de Ye. Yuan Shang envoie Li Fu (李孚), son secrétaire (主簿), pour prévenir les défenseurs de l'arrivée des secours. Pour éviter d'être reconnu par les assiégeants, Li Fu part avec seulement trois cavaliers, brise tous les insignes permettant de le reconnaitre et voyage de nuit. Lorsqu’il a atteint le camp nord de Cao Cao, il se déguise pour ressembler à un des officiers chargés de maintenir la discipline et traverse les différents camps tout en punissant les sentinelles sur son trajet. Il quitte les camps du nord, passe par ceux de l’est et arrive dans les camps du côté sud, là où se trouve le camp personnel de Cao Cao. Là, il part vers l'ouest, arrête et ligote les sentinelles en faction et fonce vers les murs de la ville. Une fois arrivé au pied des murailles, il appelle les défenseurs, qui le hissent dans la ville à l'aide d'une corde. Fous de joie, les défenseurs font jouer les tambours pour célébrer l’arrivée de Li Fu et lorsque Cao Cao est mis au courant des exploits de Li Fu, il se met à rire.
Une fois sa mission accomplie, Li Fu doit retourner auprès de Yuan Shang pour lui faire un rapport sur la situation à Ye. Il se rend compte qu’il ne pourra pas utiliser la même astuce pour franchir les lignes de siège et met au point un autre stratagème. Il demande à Shen Pei de prendre des dispositions pour que les vieux et les faibles sortent de la ville dans la nuit pour économiser les vivres. Au cours de la nuit, plusieurs milliers de personnes sont sélectionnées et expulsées de la ville par trois portes différentes, chacun portant un drapeau blanc en signe de reddition. Li Fu et les trois soldats qui l'escortent se fondent dans la foule et sortent par la porte nord de Ye, avant de s'enfuir par les camps situés au nord-ouest. Yuan Shang est heureux de voir revenir Li Fu, tandis que Cao Cao frappe dans ses mains et se met à rire à nouveau lorsqu'on lui explique comment Li Fu s'est échappé.
Grâce à tout le tapage généré par les exploits de Li Fu, les hommes de Cao Cao savent que Yuan Shang mène les troupes qui viennent au secours de Ye. Certains des officiers de Cao Cao pensent que comme Yuan Shang rentre chez lui avec Yuan Tan sur ses talons, les soldats de Yuan Shang seront théoriquement en "terrain mortel" (死地), où ils combattront plus férocement pour survivre, si l'on en croit les écrits de Sun Tzu dans  L'Art de la guerre. Cao Cao souligne qu’il faut en effet éviter une bataille avec ces renforts si Yuan Shang arrive par la route principale venant de l’est. Par contre, si Shang arrive depuis les collines du Nord-Ouest, il aura derrière lui la province de Bing, un territoire tenu par son cousin et allié Gao Gan. Dans cette situation, son armée sera plus facile à vaincre, car ses soldats auront à l'esprit qu'ils peuvent toujours se replier en sécurité en cas de défaite. Et à la grande joie de Cao Cao, Yuan Shang arrive par les dites collines du Nord-Ouest. Quand ses éclaireurs lui disent que l’armée de Yuan Shang a atteint Handan, Cao Cao annonce simplement à ses généraux "Saviez-vous que j'ai déjà la province de Ji ? Vous le verrez bientôt."
Depuis les collines de l'ouest, Yuan Shang tourne vers l'est en direction du village de Yangping (陽平亭), à 17  li de Ye. Une fois arrivée sur les rives de la rivière Fu (滏水), qui coule au nord de la ville, l’armée de secours installe son camp et allume des torches destinées à avertir les défenseurs pour lancer une attaque coordonnée. Ces derniers allument un feu à leur tour pour leur faire comprendre que le message est bien passé. Shen Pei fait une sortie vers le Nord pour retrouver Yuan Shang; mais Cao Cao défait les deux armées, ce qui oblige Shen Pei à retourner à l’intérieur des murs et Yuan Shang à se replier sur Quzhang (曲漳), qui se trouve dans un coude de la rivière Zhang. Cao Cao déplace ensuite ses troupes pour entourer la position de Yuan Shang, mais avant l'achèvement de l’encerclement, ce dernier envoie Yin Kui (陰夔) et Chen Lin négocier sa reddition. Cao Cao refuse et renforce le siège de Quzhang. Une nuit, Yuan Shang abandonne Quzhang pour s'enfuir à Lankou (濫口), qui se situe à l'ouest, dans les collines de Qi (祁山). Mais Cao Cao l'y retrouve et lui inflige une nouvelle défaite. L'armée de Yuan Shang est complètement dispersée, ses généraux Ma Yan (馬延) et Zhang Yi (張顗) se rendent et Yuan Shang lui-même fuit loin vers le nord, dans la commanderie de Zhongshan (中山). Les hommes de Cao Cao s'emparent de ses bagages, sceaux et autres insignes.

### Fin du siège
Cao ramène les trophées de sa victoire contre Yuan Shang sous les murs de Ye et les exhibe devant les défenseurs de Ye. Le moral de ces derniers s'effondre, mais Shen Pei reste inébranlable. Il remonte le moral de ses troupes avec l’espoir qu'Yuan Xi, le deuxième frère de Yuan Shang, viendra bientôt à la rescousse depuis la province de You et qu'ils n’ont donc aucune raison de s’inquiéter de la déroute de Yuan Shang. Lorsque Cao Cao sort pour inspecter les travaux de siège, Shen Pei donne l'ordre aux arbalétriers de lui tirer dessus. Les traits ratent Cao de peu. Quelques nuits plus tard, le 13 septembre du calendrier julien, Shen Rong (審榮), le neveu de Shen Pei, trahit la ville et ouvre la porte de l’est pendant la nuit pour laisser entrer l’ennemi. Alors que les hommes de Cao Cao entrent dans la ville, Shen Pei exécute les membres de la famille de Xin Ping, le frère de Xin Pi, qu’il voit comme des traîtres et les responsables de la chute du clan Yuan. Ensuite, il prend personnellement la tête de la défense des portes. Shen Pei et les défenseurs restants sont repoussés dans la ville proprement dite, où les combats se poursuivent dans les rues pendant un certain temps. Selon deux sources, à savoir les "Annales Parallèles du Duc de Shanyang"(山陽公載記) et les "Chroniques de l’Empereur Xian" (獻帝春秋), Shen Pei se serait caché dans un puits quand tout semblait perdu, mais Pei Songzhi, le compilateur des "Annotations aux Chroniques des Trois Royaumes", rejette cette version. Quelles que soient les circonstances, Shen Pei est capturé vivant et le siège s’achève enfin après avoir duré plus de six mois.

## Conséquences
Shen Pei reste intraitable jusqu’au bout. Il lance des reproches à ceux qui se rendent à Cao Cao et maudit le fait que les traits des arbalétriers n’ont pas touché Cao Cao. Impressionné par cette incroyable loyauté, Cao cherche à l'épargner. Mais immédiatement, Xin Pi et les autres supplient Cao Cao d'exécuter Shen Pei. Finalement, ce dernier est décapité. Sur le lieu de son exécution, Shen Pei exige de pouvoir mourir en faisant face à au nord, car c'est dans cette direction que se trouve son seigneur Shang Yuan.
Immédiatement après l'exécution, Cao Cao se rend sur la tombe de Yuan Shao pour lui rendre hommage et pleure sur le sort de son ami devenu un ennemi. Il présente également ses condoléances et offre des pensions aux membres de la famille de Yuan Shao toujours présents à Ye; bien que Cao Pi, le fils de Cao Cao, ait pris pour épouse dame Zhen, l'épouse de Yuan Xi, ce qui est une violation grave de la bienséance. D'un point de vue politique, Cao Cao prend à son service beaucoup d’anciens responsables de Yuan Shao, exempte tous les territoires nouvellement conquis d’impôts pendant un an et lance des politiques de reconstruction dans toutes les zones dévastées par la guerre qu'il a livrée aux frères Yuan. Tout cela lui permet de gagner une grande popularité, qui, combinée à la présence des contingents de troupes venant de la province de Bing envoyées s’établir à Ye, empêche le déclenchement de rébellions en faveur des anciens dirigeants. Gao Gan, l’inspecteur de la province de Bing, offre, pour l'instant, sa reddition nominale à Cao Cao. À la suite des succès de Cao Cao, un décret impérial le nomme gouverneur de la province de Ji, mais Cao Cao décline cet honneur et reste à son ancien poste de gouverneur de la province de Yan.
Pour l’essentiel, la chute de Ye détruit la puissance du clan Yuan de la province de Ji. Yuan Tan, qui a profité du siège de Ye pour prendre des territoires ayant appartenu à Yuan Shang, bat son frère à Zhongshan, qui se retrouve obligé de s'enfuir encore plus au Nord et de se réfugier chez Yuan Xi dans la province de You. Comme Yuan Tan devait l'aider pendant le siège, Cao Cao accuse Tan d’agir à l'inverse de ses promesses et annule le mariage entre les deux familles. Quelques mois plus tard, Yuan Tan retourne à Nanpi, où Cao Cao l’attaque et le tue durant une bataille qui a lieu le premier mois de 205. Yuan Shang et Yuan Xi sont incapables de réorganiser leurs troupes dans la province de You après leur revers et sont chassés par une rébellion. Ils sont définitivement vaincus avec leurs alliés Wuhuan, lors de la bataille de la Montagne du Loup Blanc en 207.
Ye s’avère être une précieuse conquête pour Cao Cao, qui fait de la ville sa résidence principale, peu de temps après sa capture. Au fil des ans la ville et la commanderie environnante de Wei (魏郡) deviennent le cœur du pouvoir de Cao Cao. Il remodèle la ville en initiant plusieurs œuvres dans et autour de la cité, dont la terrasse des Oiseaux de Bronze (銅雀臺) et l’étang Xuanwu (玄武池), où il forme sa marine. En 213, Cao Cao devient le duc de Wei, titre créé d’après la Commanderie de Ye. Ce nom est reste associé à la puissance de la famille Cao, aboutissant à la création du royaume de Cao Wei qui succède à la dynastie des Han en 220. Selon le Shui Jing Zhu, Ye est considérée comme étant la capitale du Nord sous la dynastie des Wei.